# Розалимское староство
Розалимское староство (лит. Rozalimo seniūnija) — одна из 8 административно-территориальных единиц Пакруойского района, Шяуляйского уезда Литвы. Административный центр — местечко Розалимас.

## География
Расположено в Мушо-Нямунельской низменности на севере Литвы, в южной части Пакруойского района.
Граничит с Лигумайским староством на северо-западе, Пакруойским — на севере, Кловайняйским — на востоке и севере, Смилгяйским староством Панявежского района — на юго-востоке, Пакалнишкяйским староством Радвилишкского района — на юге и западе, и Аукштялкайским староством Радвилишкского района — на западе.

## Население
Розалимское староство включает в себя местечко Розалимас, 34 деревни и 7 хуторов.